# 石黒 (小惑星)
石黒（いしぐろ、7354 Ishiguro）は小惑星帯に位置する小惑星のひとつ。
1992年4月、小林隆男が群馬県大泉町で発見した。

## 名称
天文学者の石黒正人に因む。命名は2003年5月の小惑星回報（MPC 48388）で公表された。
電波天文学を専門とする石黒は野辺山宇宙電波観測所長などを務め、命名当時は国際プロジェクトアタカマ大型ミリ波サブミリ波干渉計（ALMA）建設計画の日本側責任者を務めていた。